# Adam-Philippe de Custine
Adam-Philippe de Custine, född 4 februari 1742, död 28 augusti 1793, var en fransk militär. Han var far till Renaud-Philippe de Custine och farfar till Astolphe de Custine.
Redan under sjuårskriget utnämndes Custine till överste, och deltog senare i amerikanska frihetskriget och blev generalmajor. Han anslöt sig genast till de revolutionära under franska revolutionen, blev 1791 generallöjtnant och opererade 1792 med framgång vid Rhen, där han samma år intog Mainz. År 1793 föreslog han, att de franska huvudkrafterna skulle riktas mot Belgien och preussarna och under tiden på andra håll uppehålla striderna med förhandlingar. Planen antogs, och Custine fick befälet över nordarmén. Denna var dock i ett dåligt skick, framgångarna uteblev, Custine arresterades, dömdes av revolutionstribunalen till döden och avrättades.